# Acrocercops antimima
Acrocercops antimima är en fjärilsart som beskrevs av Turner 1940. Acrocercops antimima ingår i släktet Acrocercops och familjen styltmalar. Inga underarter finns listade i Catalogue of Life.